# Division 1 Féminine 2023/24
Die Saison 2023/24 der Division 1 Féminine war die 50. Ausspielung der französischen Frauenfußballmeisterschaft seit der offiziellen Anerkennung des Frauenfußballs im Jahr 1970 durch die FFF, den Fußballverband Frankreichs, und der ersten Austragung in der Saison 1974/75. Die Division 1 Féminine genannte Spielklasse wird im reinen Ligamodus in einer aus einer einzigen Gruppe bestehenden, zwölf Teams umfassenden, landesweiten höchsten Liga ausgetragen; in diesem Modus ist es die 32. Meisterschaft. Namenssponsor der Liga ist seit 2019 – und noch bis 2025 – das Chemieunternehmen Arkema.
Titelverteidigerinnen waren die Frauen von Olympique Lyon, die sich erneut durchsetzten und ihre 17. Meisterschaft errangen.
Der erste Spieltag der D1F war für das Wochenende 15. bis 17. September 2023, der 22. und letzte Spieltag für den 8. Mai 2024 vorgesehen. Daran schlossen sich die Play-offs zwischen den vier bestplatzierten Teams an. Am 16. Dezember endete die Hinrunde, der eine dreieinhalbwöchige Winterpause folgte.
Hauptspieltag blieb der Sonnabend, wie es der Bezahlfernsehsender Canal+ wünscht. In der Regel vier Begegnungen je Spieltag waren zudem auf der Verbandsseite ffftv.fff.fr und bei Dailymotion im kostenlosen Livestream zu verfolgen. Die Vereine selbst bevorzugen allerdings den Sonn- als Austragungstag. Die beiden letzten Runden fanden stattdessen sogar an einem Mittwoch statt, weil die UEFA für die Europapokal-Halbfinals zwei Wochenenden mit Beschlag belegt hatte.
Die FFF bezeichnet 2023/24 als Einstieg in die Vollprofessionalisierung des nationalen Frauenspielbetriebs, wofür sich der Verband mit stark erhöhtem finanziellen Aufwand, einer zahlenmäßigen Konzentration im Unterbau (Reduzierung von zweiter und dritter Liga auf zwölf beziehungsweise 24 Mannschaften), aber auch Veränderungen hinsichtlich der Verträge der Spielerinnen und anderen rechtlichen Rahmenbedingungen – beispielsweise der Verpflichtungen zur Schaffung von zertifizierten Nachwuchsförderzentren – engagiert. Außerdem wird ab Juli 2024 auch bei den Frauen ein Ligaverband (Ligue Féminine de Football Professionnel, LFFP) für den Spielbetrieb von D1 und D2 zuständig sein.

## Qualifikation und Austragungsmodus
Für die Teilnahmeberechtigung wird ausschließlich das Abschneiden der Frauschaften in der Vorsaison berücksichtigt; qualifiziert sind die zehn dabei bestplatzierten Teams sowie zwei Aufsteiger aus der Division 2 Féminine.
Somit starteten folgende zwölf Teilnehmer in diese neue Saison:
- aus dem Norden: FC Fleury, Le Havre AC, Aufsteiger Lille OSC, Paris FC, Paris Saint-Germain FC, Stade Reims
- aus dem Westen: Girondins Bordeaux, EA Guingamp
- aus dem Südosten: FCO Dijon, Titelverteidiger Olympique Lyon, Montpellier HSC, Aufsteiger AS Saint-Étienne

Mit dem Abstieg der ASJ Soyaux war 2023/24 die erste Spielzeit seit über 30 Jahren, in der der ersten Liga kein einziger Frauenverein mehr angehört; zugleich gab es auch noch nie zuvor elf D1F-Teilnehmer aus Vereinen, deren Männer im Profibereich spielen.
Die Meisterschaft wird zunächst in einer doppelten Punkterunde (Saison régulière) ausgespielt, in der jeder Teilnehmer in Heim- und Auswärtsspiel gegen jeden anderen antritt. Es gilt die übliche „Drei-Punkte-Regel“ mit drei Punkten für einen Sieg, einem für ein Unentschieden und keinem für eine Niederlage; bei Punktgleichheit gibt zunächst der direkte Vergleich und bei Erforderlichkeit anschließend die bessere Gesamt-Tordifferenz, falls auch dann noch Gleichheit besteht, gegebenenfalls die höhere Zahl erzielter Treffer den Ausschlag. Am Ende der Saison müssen die zwei Tabellenletzten absteigen, die für die kommende Spielzeit durch zwei Aufsteiger – die beiden Erstplatzierten der zweiten Division – ersetzt werden.
Die Frauschaften auf den vier Spitzenplätzen hingegen haben am Saisonende noch Play-offs auszutragen, in denen der Meister sowie der dritte französische Qualifizierte für den Europapokalwettbewerb der folgenden Spielzeit ermittelt wird.
 Eine solche Endrunde hatte es in der D1F ab der Spielzeit 1999/2000 schon einmal gegeben; allerdings war sie 2004, auch auf den Druck der Vereine hin, wieder aufgegeben worden. Entsprechend wurde deren Wiedereinführung auch zurückhaltend bis kritisch betrachtet, so beispielsweise von den Trainern der beiden Hauptstadtklubs, Gérard Prêcheur und Sandrine Soubeyrand.

## Personalia
Bereits früh während der sommerlichen Transferperiode wurden erste Wechsel prominenter Spielerinnen bekannt. Lyon begrüßte die Zugänge von Kadidiatou Diani (von PSG), Melchie Dumornay (Reims) und Laura Benkarth (München); im Gegenzug verließen Amandine Henry, Signe Bruun, Janice Cayman, Catarina Macário und die an Manchester United ausgeliehene Melvine Malard den Titelverteidiger. Paris Saint-Germain verpflichtete die Brasilianerin Ana Vitória, Viola Calligaris (nach der Hinrunde an Juventus Turin ausgeliehen), die Rückkehrerin Katarzyna Kiedrzynek und auf Leihbasis als erste Malawierin Tabitha Chawinga. Außer Diani verließen auch Sarah Bouhaddi, Kheira Hamraoui (beide zunächst noch ohne neuen Klub), Amanda Ilestedt sowie Ashley Lawrence den Verein. Der zweite Hauptstadtklub PFC versuchte, mit Kessya Bussy, Teninsoun Sissoko und Julie Dufour die Abgänge von Ouleymata Sarr, Annaïg Butel und Eseosa Aigbogun zu kompensieren.
Fleury musste auf Julie Debever (Karriereende) und Valérie Gauvin verzichten, erhielt in der Winterpause aber Verstärkung durch die USA-Rückkehrerin Inès Jaurena. Einen noch stärkeren Aderlass hatte Reims zu verkraften, wo neben Dumornay und Bussy auch Kethna Louis, Sonia Ouchène (beide zu Montpellier) und Torfrau Emily Alvarado ihre Zelte abbrachen; dafür kam Mélissa Gomes in die Champagne zurück. Montpellier verließen Dominika Škorvánková, Lisa Schmitz, Lena Petermann, Johanna Elsig sowie – zu Bayern München – Inès Belloumou. Auch bei Bordeaux waren zunächst vorwiegend Abgänge (außer Dufour und Gomes auch Mylène Chavas, Maëlle Garbino, Ella Palis, Melissa Herrera) zu vermelden. In Le Havre heuerten Roselord Borgella sowie als Torwarttrainerin Bérangère Sapowicz an, während Kelly Gadéa die Fußballschuhe an den Nagel hängte, und die dritte Nationaltorfrau Solène Durand zog es von Guingamp nach Italien. Dijon konnte den Zugang von Wu Chengshu vermelden. Zum Rückrundenauftakt kehrte Amandine Henry aus der US-Liga nach Frankreich zurück – überraschenderweise aber nicht zu Lyon, sondern in ihre Geburtsstadt Lille, und das für zwei Monate auf Leihbasis.
In der italienischen Liga stand im Frühherbst 2023 die mit Abstand größte Zahl an im Ausland spielenden Französinnen unter Vertrag, nämlich 16. Je sechs trugen den Dress eines englischen, spanischen und US-amerikanischen Vereins, lediglich eine den eines deutschen.
Bei den Trainern vertrauen vier Erstdivisionäre – Lyon mit Sonia Bompastor, Paris FC mit Sandrine Soubeyrand, Reims mit Amandine Miquel und Lille mit Rachel Saïdi – einer Frau die Chefposition an. Noch vor dem zweiten Spieltag löste Gérard Prêcheur seinen Vertrag bei PSG auf und wurde durch seinen Sohn Jocelyn, der ihm zuvor schon assistiert hatte, ersetzt. Zum Rückrundenbeginn stellte der Verein ihm mit Shirley Cruz Traña eine Frau an die Seite, die je sechs Jahre lang bei Lyon und Paris gespielt hat. (Stand: 9. Januar 2024)

## Ergebnisse, Tabelle und Saisonverlauf

### Punkterunde
Endstand: 8. Mai 2024
|                     | Gir. Bor | FCO Dij | FC Fle | EA Gui | AC LeH | OSC Lil | Oly. Lyo | HSC Mon | FC Par | SG Par | Sta. Rei | AS StÉ |
| Girondins Bordeaux  |          | 0:2     | 0:3    | 1:1    | 1:1    | 3:0     | 2:1      | 1:1     | 2:6    | 0:3    | 0:2      | 1:4    |
| FCO Dijon           | 1:0      |         | 0:5    | 2:0    | 1:2    | 3:3     | 1:3      | 1:0     | 0:6    | 2:5    | 1:1      | 3:2    |
| FC Fleury           | 2:1      | 2:1     |        | 3:1    | 3:0    | 2:2     | 1:3      | 2:3     | 2:1    | 1:1    | 1:0      | 2:1    |
| EA Guingamp         | 1:0      | 1:1     | 3:1    |        | 3:4    | 4:3     | 1:5      | 0:1     | 0:4    | 3:3    | 0:0      | 3:4    |
| Le Havre AC         | 1:1      | 3:3     | 1:3    | 2:0    |        | 2:2     | 0:4      | 3:3     | 1:4    | 1:1    | 0:2      | 4:2    |
| Lille OSC           | 1:2      | 2:2     | 2:1    | 0:2    | 3:3    |         | 0:7      | 0:0     | 0:4    | 0:4    | 2:5      | 1:2    |
| Olympique Lyon      | 4:0      | 4:1     | 4:0    | 2:1    | 3:0    | 5:0     |          | 5:0     | 1:0    | 1:1    | 4:1      | 6:0    |
| Montpellier HSC     | 2:1      | 2:0     | 1:1    | 3:1    | 2:1    | 1:2     | 1:2      |         | 1:4    | 1:3    | 2:1      | 4:0    |
| Paris FC            | 1:0      | 0:1     | 3:1    | 2:0    | 3:2    | 3:2     | 1:6      | 3:0     |        | 1:2    | 2:2      | 0:1    |
| Paris Saint-Germain | 8:1      | 3:0     | 2:1    | 5:0    | 4:0    | 6:0     | 0:1      | 4:1     | 1:1    |        | 4:0      | 5:0    |
| Stade Reims         | 3:0      | 1:0     | 2:0    | 1:0    | 0:0    | 3:1     | 1:5      | 0:3     | 1:1    | 2:1    |          | 2:0    |
| AS Saint-Étienne    | 1:0      | 2:0     | 1:0    | 2:1    | 1:2    | 1:1     | 1:6      | 1:1     | 1:6    | 0:1    | 4:3      |        |

| Pl. | Frauschaft           | Sp | G  | U | V  | Tore  | Tor- diff. | Pkte.  |
| --- | -------------------- | -- | -- | - | -- | ----- | ---------- | ------ |
| 1.  | Olympique Lyon (TV)  | 22 | 20 | 1 | 1  | 82:13 |            | 61     |
| 2.  | Paris Saint-Germain  | 22 | 15 | 5 | 2  | 67:17 |            | 50     |
| 3.  | Paris FC             | 22 | 13 | 3 | 6  | 56:27 |            | 42     |
| 4.  | Stade Reims ▲        | 22 | 10 | 5 | 7  | 33:31 |            | 35     |
| 5.  | FC Fleury ▼          | 22 | 10 | 3 | 9  | 37:33 |            | 33     |
| 6.  | Montpellier HSC      | 22 | 9  | 5 | 8  | 33:36 |            | 32     |
| 7.  | AS Saint-Étienne (A) | 22 | 9  | 2 | 11 | 31:52 |            | 29     |
| 8.  | FCO Dijon            | 22 | 6  | 5 | 11 | 26:47 |            | 23     |
| 9.  | Le Havre AC          | 22 | 5  | 8 | 9  | 33:49 |            | 22 (a) |
| 10. | EA Guingamp          | 22 | 4  | 4 | 14 | 26:49 |            | 16     |
| 11. | Girondins Bordeaux ▲ | 22 | 3  | 4 | 15 | 17:49 | –32        | 13     |
| 12. | Lille OSC (A) ▼      | 22 | 2  | 7 | 13 | 27:65 | –38        | 13     |

Die jeweilige Farbmarkierung bedeutet, dass der diesen Rang nach Abschluss der doppelten Punkterunde einnehmende Verein …
TV: Titelverteidiger / A: Aufsteiger

 ▲/ ▼: Tabellarische Verbesserung bzw. Verschlechterung gegenüber dem vorherigen Spieltag
Die in den vergangenen Jahren oft über den Titel entscheidenden Partien zwischen Lyon und Paris SG waren diesmal bereits für den zweiten und 15. Spieltag angesetzt. Das Liga-Hinspiel in Paris gewann Lyon knapp, im Rückspiel trennte man sich unentschieden. Schon eine Woche vor dem Ligastart war es im französischen Supercup zu einem ersten Saisonduell der beiden gekommen. Im April 2024 trafen Frankreichs stärkste Mannschaften auch im Europapokal-Halbfinale zweimal aufeinander; zudem kam es im Rahmen der Meisterschafts-Endrunde zu einer sechsten Begegnung.
Herbstmeister wurde einmal mehr Lyon, und das verlustpunktfrei. Dahinter folgten die beiden Pariser Frauschaften und überraschenderweise Reims, das zunächst Montpellier und Fleury im Kampf um die Teilnahme an der Meisterschaftsrunde distanzieren konnte. Im „Niemandsland“ der Tabelle fand sich Le Havre. Auch in der Abstiegszone herrschte das gewohnte Bild: Die beiden Aufsteiger mussten genau wie Dijon, Guingamp und Schlusslicht Bordeaux in der zweiten Halbserie versuchen, die erforderlichen Punkte für den Klassenverbleib zu holen. Während Saint-Étienne sich durch eine besonders starke Rückrunde sogar noch in das obere Mittelfeld vorarbeitete und auch Dijon erfolgreicher punktete als zu Saisonbeginn, war der Abstieg von Bordeaux zumindest rechnerisch bereits nach dem drittletzten, derjenige von Lille nach dem vorletzten Spieltag besiegelt.
An der Tabellenspitze stand die Reihenfolge auf den Rängen eins bis drei schon frühzeitig fest, weshalb Lyon und beide Pariser Vereine am letzten Spieltag bestenfalls mit einer B-Elf – footofeminin.fr bezeichnete diese als „Säuglingsschule“ (classe biberon) – antraten, um ihre Stammspielerinnen komplett für den Meisterschaftsendspurt zu schonen. Mit dem Ergebnis, dass Lyon sich bei Bordeaux seine erste Saisonniederlage leistete, der PFC zuhause gegen Dijon und PSG in Reims verloren. Dabei stand an diesem Spieltag noch ein offener Dreikampf zwischen Reims, Fleury und Montpellier um den vierten, gleichfalls zur Teilnahme an der K.o.-Runde berechtigenden Platz ins Haus, in dem die beiden Letztgenannten aufeinandertrafen und Montpelliers 3:2-Sieg dazu führte, dass Reims sich – auch dank des eigenen Erfolgs gegen unerfahrene Pariserinnen – auf der Zielgerade an Fleury vorbeischob.
Zur folgenden Saison steigen aus der Division 2 mit RC Strasbourg und dem FC Nantes zwei Liganeulinge auf.

### Meisterschafts-Playoffs
Heimrecht besitzt in diesen vier Spielen jeweils das in der Punkterunde besser platzierte Team. Sollte eine Partie am Ende der regulären Spielzeit unentschieden stehen, kommt es (wie auch im Vereinspokalwettbewerb) ohne Verlängerung sofort zum Elfmeterschießen.
Halbfinale
11. Mai 2024: Paris Saint-Germain FC – Paris FC 2:2, 5:4 i. E. (5.971 Zuschauer; Tore: Geyoro, Katoto; Matéo, D. Corboz)
12. Mai 2024: Olympique Lyon – Stade Reims 6:0 (11.110 Zuschauer; Tore: Renard, van de Donk, Majri, Diani (2), Dumornay)
Spiel um den dritten Champions-League-Platz 2024/25
17. Mai 2024: Paris FC – Stade Reims 1:1, 4:2 i. E. (1.552 Zuschauer; Tore: Matéo; R. Corboz)
Spiel um den Meistertitel
17. Mai 2024: Olympique Lyon – Paris Saint-Germain FC 2:1 (15.660 Zuschauer; Tore: Cascarino, Diani; Chawinga)
Damit hat sich in den Playoffs die Reihenfolge aus der Punkterunde exakt bestätigt.

## Zuschauerresonanz
| Platz | Verein    | Zahl  | Platz | Verein        | Zahl |
| ----- | --------- | ----- | ----- | ------------- | ---- |
| 01.   | Lyon      | 2.737 | 07.   | Guingamp      | 805  |
| 02.   | Paris S-G | 1.935 | 08.   | Dijon         | 721  |
| 03.   | Paris FC  | 1.261 | 09.   | Fleury        | 695  |
| 04.   | Le Havre  | 1.172 | 10.   | Saint-Étienne | 660  |
| 05.   | Bordeaux  | 953   | 11.   | Reims         | 620  |
| 06.   | Lille     | 920   | 12.   | Montpellier   | 426  |

Auch in ihrem 32. Jahr blieb der geringe Zuschauerzuspruch ein Problem der Liga. Zwar war der Besucher-Mittelwert für alle 132 Punktspiele immerhin vierstellig (1.075); tatsächlich erreichte aber nur jede fünfte Begegnung einen solch hohen Wert an zahlenden Zuschauern, während 42,5 % der Partien nicht einmal 500 Interessierte anzogen. Fast jede zehnte Ansetzung unterbot sogar noch die 200er-Marke, allesamt bei Spielen in Reims, Saint-Étienne, Fleury oder beim Paris FC, also bei Teams, die eher im oberen Tabellenbereich angesiedelt waren. Ein knappes Viertel der Spiele zog mindestens eintausend Menschen in die Stadien, wobei die direkten Aufeinandertreffen der beiden Top-Klubs (15.899 in Paris, 21.764 in Lyon) die absolute Ausnahme blieben. In zwei weiteren Fällen wurden noch 4.000 und dreimal etwas mehr als 3.000 Eintrittskarten verkauft.
Die nebenstehende Tabelle zeigt, wie gering Attraktivität und, damit verbunden, Einnahmen aus dem Ticketverkauf im französischen Frauenfußball sind. Überhaupt sind weiterhin nur OL und PSG regelmäßige Zuschauermagneten auf den gegnerischen Plätzen. Schon der zweite Hauptstadtklub, immerhin Ligadritter, Champions-League-Teilnehmer und aus dem traditionsreichen Juvisy FCF hervorgegangen, weist in fremden Stadien keine sonderliche Anziehungskraft auf. Auffällig ist, dass die beiden Absteiger regelmäßig deutlich mehr Zuschauer empfingen als beispielsweise Reims, Fleury und Montpellier, die bis zum letzten Spieltag um die Teilnahme an den Meisterschafts-Playoffs kämpften.
Von den anschließenden Positionierungsspielen (siehe das Kapitel hierüber) profitierte fast ausschließlich Lyon mit einer Zuschauerzahl, die in beiden Partien im fünfstelligen Bereich lag, wobei das eigentliche Endspiel aber deutlich schwächer besucht war.

## Die Spielerinnen des Meisters
Trainerin Sonia Bompastor hat folgende 38 Fußballerinnen aus ihrem Saisonkader eingesetzt (in Klammern die Zahl der Punktspieleinsätze, gegebenenfalls zuzüglich ihrer Verwendung in den Playoffs):
- Tor: Christiane Endler (16+2), Laura Benkarth (5), Féérine Belhadj (1)
- Abwehr: Perle Morroni (17+1), Selma Bacha (16+2), Vanessa Gilles (16+2), Griedge Mbock Bathy (16), Ellie Carpenter (15+2), Alice Sombath (15), Wendie Renard (12+2), Wassa Sangaré (4), Alice Marques (2), Louna Belhout Achi (1), Jasmine Vilgrain (1)
- Mittelfeld: Damaris Egurrola (19+2), Amel Majri (18+2), Daniëlle van de Donk (18+2), Sara Däbritz (16), Dzsenifer Marozsán (15+2), Lindsey Horan (13+2), Melchie Dumornay (11+2), Maeline Mendy (5), Kysha Sylla (5), Laureen Oillic (3), Julie Swierot (2), Ambre Ouazar (1), Liana Priol (1)
- Angriff: Vicki Becho (17+2), Kadidiatou Diani (16+2), Eugénie Le Sommer (15), Ada Hegerberg (14+1), Delphine Cascarino (5+2), Abigail Charpentier (3), Liana Joseph (3), Mélissa Bethi (2), Leila Wandeler (2), Sofia Bekhaled (1), Chloé D’Abadie de Lurbe (1)

Lyons 82 Treffer erzielten Hegerberg (12), Le Sommer (10), Däbritz (8), Becho (6), Horan (6), Dumornay (5), Majri (5), Renard (5), Diani (4), Gilles (3), Mbock Bathy (3), Egurrola (2), Sombath (2), van de Donk (2), Joseph (1), Marozsán (1), Marques (1), Mendy (1); dazu kamen fünf Eigentore.
Zudem trafen in den Playoffs Diani (3), Cascarino, Dumornay, Majri, Renard und van de Donk (je 1) für Lyon.

## Erfolgreichste Torschützinnen
Die meisten Treffer erzielten (Stand nach Abschluss der Punkterunde):
| Pl. | Name                    | Team          | Tore  |
| --- | ----------------------- | ------------- | ----- |
| 1.  | Tabitha Chawinga        | Paris S-G     | 18    |
| 2.  | Ada Hegerberg           | Lyon          | 12    |
| 3.  | Onema Grace Geyoro      | Paris S-G     | 11    |
|     | Marie-Antoinette Katoto | Paris S-G     | 11    |
| 5.  | Eugénie Le Sommer       | Lyon          | 10    |
| 6.  | Noémie Mouchon          | Reims         | 9     |
|     | Faustine Robert         | Montpellier   | 9     |
|     | Gaëtane Thiney          | Paris FC      | 9     |
| 9.  | Inès Benyahia           | Le Havre      | 8 (b) |
|     | Sara Däbritz            | Lyon          | 8     |
|     | Ewelina Kamczyk         | Fleury        | 8     |
|     | Clara Matéo             | Paris FC      | 8     |
|     | Louna Ribadeira         | Paris FC      | 8     |
| 14. | Sandy Baltimore         | Paris S-G     | 7     |
|     | Kessya Bussy            | Paris FC      | 7     |
|     | Julie Dufour            | Paris FC      | 7     |
| 17. | Vicki Becho             | Lyon          | 6     |
|     | Cindy Caputo            | Saint-Étienne | 6     |
|     | Louise Fleury           | Paris FC      | 6     |
|     | Lindsey Horan           | Lyon          | 6     |
|     | Rofiat Imuran           | Reims         | 6     |
|     | Léa Khelifi             | Montpellier   | 6     |
|     | Amalie Vangsgaard       | Paris S-G     | 6     |

Einen „Hattrick der besonderen Art“ schaffte Montpellier am siebten Spieltag: Bei der 0:5-Niederlage in Lyon überwanden gleich drei Spielerinnen (Mpomé, Boureille, Lakrar) die eigene Torhüterin Marie Petiteau.
Torvorlagen
Anders als in anderen Ländern erhalten die „Verursacherinnen“ von ruhenden Bällen (das sind beispielsweise gefoulte Spielerinnen oder solche, die ein gegnerisches Handspiel provoziert haben), aus denen direkt ein Treffer resultiert, in Frankreich keinen Assist gutgeschrieben.
Die meisten Torvorlagen stammen von Tabitha Chawinga (PSG), die zudem die mit Abstand meisten Scorerpunkte aufweist, sowie Clara Matéo (PFC), die ebenfalls zu zehn Treffern beigetragen hat. Dahinter rangieren Kadidiatou Diani (Lyon) und Inès Benyahia (Le Havre) mit je neun entscheidenden Vorlagen, gefolgt von Selma Bacha (Lyon), Sakina Karchaoui (PSG), Cindy Caputo (Saint-Étienne) und Sarah Cambot (Guingamp) mit je sieben. Marie-Antoinette Katoto (PSG), Anaële Le Moguédec (Reims) und Léa Le Garrec (Fleury) haben es auf sechs Assists gebracht.
| Platz | Spielerin | Tore | Assists | Punkte |
| ----- | --------- | ---- | ------- | ------ |
| 1     | Chawinga  | 18   | 10      | 28     |
| 2     | Matéo     | 8    | 10      | 18     |
| 3     | Katoto    | 11   | 6       | 17     |
|       | Benyahia  | 8    | 9       | 17     |
| 5     | Geyoro    | 11   | 3       | 14     |
| 6     | Hegerberg | 12   | 1       | 13     |
|       | Thiney    | 9    | 4       | 13     |
|       | Kamczyk   | 8    | 5       | 13     |
|       | Caputo    | 6    | 7       | 13     |
|       | Diani     | 4    | 9       | 13     |

## Auszeichnung als Spielerin des Monats
Die von der Spielergewerkschaft UNFP, Ligasponsor Arkema und der FFF vergebene, jeweils durch eine Publikums- und Spielerinnenabstimmung zwischen drei Nominierten entschiedene Trophäe gewannen:
| Monat          | Name              | Team      |
| -------------- | ----------------- | --------- |
| September 2023 | Eugénie Le Sommer | Lyon      |
| Oktober 2023   | Melchie Dumornay  | Lyon      |
| November 2023  | Inès Benyahia     | Le Havre  |
| Dezember 2023  | Damaris Egurrola  | Lyon      |
| Januar 2024    | Ada Hegerberg     | Lyon      |
| Februar 2024   | Tabitha Chawinga  | Paris S-G |
| März 2024      | Tabitha Chawinga  | Paris S-G |